# 星际公民
《星际公民》是未來將在Microsoft Windows和Linux公开的太空模擬電子遊戲。《星际公民》由四个主要要素组成：第一人称太空作战、开采、探索和贸易。星际公民为一个大型多人第一人称射击游戏，并且有定制的私人服务器，也有名为《Squadron 42》的单人模式和名为《Star Citizen》的多人模式。游戏是建立于改良的CryEngine并将由支援所有主要VR頭戴裝置。
《星際公民》及《Squadron 42》皆設定在30世紀銀河系中心虛構的地球聯合帝國（United Empire of Earth，UEE），一個晚期羅馬帝國的類似體制。遊戲主題是在UEE上的公民，透過玩家的行動而謀生，例如完成一段時期的兵役。這會預期到公民將會享受某些在遊戲中的福利，例如支付低稅率，但準確的詳細資料仍然有待確定。
遊戲的一個明顯焦點放在玩家的互動上，玩家行為會有影響力，也會受動態經濟系統所影響。
《星際公民》及《Squadron 42》由克里斯·羅伯茲的公司Cloud Imperium Games、IllFonic和歐洲的Foundry 42製作。市場銷售則由Cloud Imperium Games子公司Roberts Space Industries負責。

## 遊戲開發

### 公開募資
星際公民截至2016年底透過群眾募資獲得了超過一億四千萬美金的資金，是目前第二高資金的群眾募資活動（僅次於The DAO，一個建立在電子貨幣以太幣合約機制上的投資基金），也是有史以來募資到最多資金的遊戲。
2012年十月，星際公民的開發團隊使用了WordPress的群眾募資插件IgnitionDeck在官方網站上開放了群眾募資活動，過了約一個禮拜後也在大型群眾募資網站Kickstarter上進行募資活動，原本Kickstarter目標的五十萬美金迅速地被超過，原本的募資期限延長了十天來募取更多的資金，在募資活動結束前兩天星際公民以四百二十萬美金創下有史以來群眾募資最多資金的遊戲的紀錄，當募資活動結束時總資金已達到六百二十萬美金。
在Kickstarter活動結束後，開發團隊繼續在官方網站上進行募資，到了2013年中旬，星際公民以不到一年的短時間共募得了一千五百萬美金成為當時金額最高的群眾募資活動。2014年金氏世界紀錄以$39,680,576美金的紀錄承認星際公民創下了“透過群眾募資所獲得的最高單一款項”的紀錄。在2014年8月15日所舉行的Gamescom活動上，克里斯·羅伯茲宣布群眾募資活動已正式超過了五千萬美金，在2016年12月官方網站所顯示的總募款金額超過了一億四千萬美金。